# Anthene sylvanus
Anthene sylvanus is een vlinder uit de familie van de Lycaenidae. De wetenschappelijke naam van de soort werd als Papilio sylvanus in 1773 gepubliceerd door Drury.

## Ondersoorten
- Anthene sylvanus sylvanus
  - = Papilio moncus Fabricius, 1781
  - = Tmolus syllidus Hübner, 1819
  - = Lycaena locra Plötz, 1880
  - = Pseudodipsas sylvanus var. natalensis Staudinger, 1888
- Anthene sylvanus albicans (Grünberg, 1910)
  - = Lycaenesthes ukerewensis var. albicans Grünberg, 1910
  - = Anthene sylvanus bugalla Stempffer & Jackson, 1962
- Anthene sylvanus niveus Stempffer, 1954